# 챠후린
챠후린(일본어: 茶風林 ちゃふうりん[*], 1961년 12월 4일~)은 일본의 성우이다. 사이타마현 출신이며, 도요 대학 동문이다.

## 소속사
- 큐 프로덕션(과거)
- 오사와 사무소(현재)

## 출연작
- 가필드 - 가필드
- 게게게의 키타로 시리즈
  - 게게게의 키타로 5기 - 피이
  - 게게게의 키타로 6기 - 테노메
- 괭이갈매기 울 적에 - 경찰관
- 건그레이브 - 밥 파운드맥스
- 그란디아 3 - 로우 일
- 그레고리 호러쇼 - 그레고리
- 금붕어 주의보 - 대다수 단역
- 기동전사 건담 0083 스타더스트 메모리 - 베르나르도 몬시아
- 기동전사 건담 THE ORIGIN - 짐바 랄
- 기동전사 크로스본 건담(이 나온 각종 게임에서) - 카라스 선생
- 기동전사 V건담 - 로메로 마라발
- 길티기어 시리즈 - 액서스
- 너의 이름은 - 테시가와라의 아버지
- 노부나가의 시노비 ~아네가와·이시야마 편~ - 카쿠죠
- 누라리횬의 손자 - 미나고로시 지장
- 닌자 거북이1987년 토와 비디오판 - 교수
- 닌자 거북이1987년 BS2판 - 강도
- 도라에몽 극장판 노비타의 일본탄생 - 빛의 부족
- 도라에몽 극장판 노비타의 태엽도시 모험기 - 티라쨩
- 도라에몽 극장판 노비타의 남해대모험 - 리바이어던
- 돈카츠 DJ 아게타로 - DJ 빅 마스터 플라이
- 동급생2 OVA - 스즈키 사장[1]
- 데스노트 - 데메가와 히토시
- 데스 퍼레이드 - 스피너
- 듀라라라!! - 야기리 세이타로
- 몬스터 헌터 스토리즈 RIDE ON - 마네루거 박사
- 라따뚜이 - 에밀
- 로비&케로비 - 데스타
- 랑그릿사 3 - 실버울프, 라그, 윌더, 도카니
- 메이드 인 어비스 - 베레모르
- 명탐정 코난 - 메구레 쥬조
- 명탐정 코난 극장판 - 메구레 쥬죠
  - 명탐정 코난: 시한장치의 마천루
  - 명탐정 코난: 14번째 표적
  - 명탐정 코난: 세기말의 마술사
  - 명탐정 코난: 눈동자 속의 암살자
  - 명탐정 코난: 천국으로의 카운트다운
  - 명탐정 코난: 베이커가의 망령
  - 명탐정 코난: 미궁의 십자로
  - 명탐정 코난: 은빛 날개의 마술사
  - 명탐정 코난: 수평선상의 음모
  - 명탐정 코난: 탐정들의 진혼가
  - 명탐정 코난: 감벽의 관
  - 명탐정 코난: 전율의 악보
  - 명탐정 코난: 칠흑의 추적자
  - 명탐정 코난: 천공의 난파선
  - 명탐정 코난: 침묵의 15분
  - 명탐정 코난: 11번째 스트라이커
  - 명탐정 코난: 절해의 탐정
  - 명탐정 코난: 이차원의 저격수
  - 명탐정 코난: 화염의 해바라기
  - 명탐정 코난: 순흑의 악몽
  - 명탐정 코난: 제로의 집행인
  - 명탐정 코난: 비색의 탄환
  - 명탐정 코난: 비색의 부재증명
  - 명탐정 코난: 할로윈의 신부
  - 루팡 3세 VS 명탐정 코난 THE MOVIE
- 무한전기 포트리스 - 디그(듀얼 로제)
- 바카노! - 플라치도 루소
- 바이오하자드 빌리지 - 상인 듀크
- 바질리스크 오우카인법첩 - 츠타호우에츠
- 방과 후 제방 일지 - 교장
- 베터맨 - 아카마츠 시게루
- 보노보노 - 시마리스 아빠
- 블리치 - 그랜드 피셔
- 비스트 워즈 메탈스 - 시카다콘
- 사이보그 009 - 006 (챵챵코)
- 사자에상 - 이소노 나미헤이, 이소노 우미헤이, 이소노 모쿠즈 미나모토노 스타미나[2]
- 사키가케⇒제네레이션! - 베니후지 루이
- 성수전대 긴가맨 - 과학자 브쿠라테스
- 소닉 로스트 월드 - 조맘
- 슈퍼로봇대전 - 알카이드 나아슈
- 슬라이 쿠퍼1 - 판다 킹
- 슬레이어즈 TRY - 아르메이스
- 시공탐정 겐시군 - 마이트
- 신기동전기 건담 W - 고물상
- 신비한 바다의 나디아 - 네오 아틀란티스 병사(7화)
- 스노우 화이트 : 얼음왕국 - 니온
- 쓰르라미 울 적에 - 오오이시 쿠라우도
- 아르젠토 소마 - 어니스트 노구치
- 아이토이: 플레이 - 오라클
- 에프제로 팔콘 전설 - 돈 지니
- 오! 나의 여신님 - 공포의 대왕
- 요코야마 미츠테루 삼국지 - 하진
- 용자경찰 제이데커 - 소장
- 용자왕 가오가이가 - 완원종
- 원피스 - 차를로스 성
- 은혼 - 다케치 헨페이타
- 음양사 - 에비스
- 이노센트 블루(애니판) - 니무라 쿄시로
- 매지컬 카난 - 교장 선생님, 집사[3]
- 진 여신전생 4 - 미도
- 질풍! 아이언리거 - 불 아머, 다크스완 감독, 오너회의 의장
- 짱구는 못말려 - 단 라자야, 세미세미 성인
- 창천의 권 - 오동래
- 창천항로 - 신
- 천장전대 고세이저 - 블롭의 마쿠인
- 치한자 토마스 - 치한 스승
- 카라쿠리 검호전 무사시로드 - 쇼토쿠, 신겐(후반)
- 카우보이 비밥 - 해리슨[4]
- 키노의 여행 - 행인 B
- 트랜스포머 - 바비 볼리비아
- 트랜스포머 프라임 - 브라이스
- 트랜스포머 어드벤처 - 옥토펀치
- 테일즈 오브 디 어비스 - 이에몬
- 팝팀에픽 - 히구레 경부[5]
- 피터 그릴과 현자의 시간 - 베이브 로스트포크
- 하카타 명태! 피리카라코쨩 - 모츠나베아저씨
- 한밤의 오컬트 공무원 - 텐구의 장로
- 황금용자 골드란 - 어드벤저, 카넬 샹그라스
- 해리포터 시리즈 - 피터 페티그루
- 햣코 - 니시조노 타이가
- 호빗 실사영화 시리즈 - 도리
- 흑집사 Book of Circus - 켈빈 남작[6]
- B-로보 카부타크 - 스파이돈
- KING OF PRISM Shiny Seven Stars II 카케루x조지x미나토 - 이소지마 나미스케
- The Big-O - 르네 리게티
- 91Days - 오르코